# Украинцы в Хорватии
Украинцы в Хорватии (укр. Українці в Хорватії, хорв. Ukrajinci u Hrvatskoj) — одна из этнических общин на территории этой страны, которая преимущественно сформировалась под влиянием историко-политических причин во время совместного нахождения Хорватии и украинских Галиции, Буковины и Закарпатья в составе Австро-Венгерской империи. По данным переписи населения 2011 года в Хорватии, суммарная численность украинцев составляет около 3800 человек. Места компактного проживания украинской диаспоры — преимущественно в северо-восточной Хорватии, регионе Восточной Славонии: Загреб, Вуковар, Славонски-Брод, Осиек, села Липовляни, Канижа, Петровке, Шумече, Миклушевци.

## История украинской диаспоры
Украинцы в Хорватии относятся к наиболее старой украинской диаспоре в мире. В середине XVIII века переселенцы из карпатских регионов Словакии под именем «русины» пришли на территорию сербской Воеводины, оттуда произошло переселение в восточную Славонию, на территорию нынешней Хорватии.
Позднее в конце XIX — начале XX века украинцы с Галиции, которая в то время входила в состав Австро-Венгерской империи, мигрировали в Посавины (восточная Хорватия) и северную Боснию, а оттуда — на другие территории современной Хорватии. Иммиграция украинцев в это время была вызвана неблагоприятной экономической обстановкой на родине, а также желанием Австро-Венгрии после аннексии Боснии населить этот край христианским населением.

## Численность, вероисповедание и расселение
По данным последней переписи населения 2011 года, количество граждан Хорватии, которые указали свою принадлежность к украинской национальности, составляет 1878 человек, русинами обозначило себя 1936 человек, суммарная численность украинской диаспоры составляет 3814 человек.
Места компактного проживания украинского меньшинства — преимущественно северо-восточная Хорватия, регион восточной Славонии. Крупнейшими центрами являются города Вуковар, Славонски-Брод, Осиек, Загреб, сёла Липовляни, Канижа, Петровке, Шумече, Миклушевци. Новые украинские поселения последней волны иммиграции сосредоточены на западе и юге Хорватии в городах Риека и Сплит.
Данные по вероисповеданию украинцев и русинов:
|          | Численность | Католики | Православные | Протестанты | Агностики | Атеисты, нерелигиозные |
| -------- | ----------- | -------- | ------------ | ----------- | --------- | ---------------------- |
| Русины   | 1 936       | 87,4 %   | 4,6 %        | 0,6 %       | 0,9 %     | 3,9 %                  |
| Украинцы | 1 878       | 71,3 %   | 18,2 %       | 0,3 %       | 1,0 %     | 4,6 %                  |

Подавляющее большинство украинцев и русинов принадлежат к грекокатолической церкви, заметна также доля православных и атеистов.

## Украинские организации в Хорватии
Крупнейшие общественно-просветительские организации диаспоры в Хорватии:
- Украинская община Республики Хорватия (создана в 2008 году, председатель — Михаил Семенюк)
- «Союз русинов и украинцев Хорватии».

В каждое из главных объединений диаспоры в Хорватии входит около 10 культурно-просветительных обществ.
Также в Хорватии существует ряд других организаций диаспоры, таких как: Общество украинской культуры, Общество «ХОРУС — Хорватско-украинское сотрудничество». Активно действует Хорватско-украинское общество дружбы.
В Загребском университете на Философском факультете с 2001 года существует кафедра украинского языка и литературы.
С целью обеспечения потребностей диаспоры с 1995 г. работает Центральная библиотека русинов и украинцев Республики Хорватия в Загребе

### СМИ
Диаспору обслуживают следующие издания:
- «Вестник украинской общины в Хорватии» — журнал украинской общины в Хорватии,
- «Наша газета» — журнал Общества украинской культуры
- «Новая мысль» — журнал Союза русинов и украинцев Республики Хорватия
- «Веночек» — журнал для школьников и молодежи Союза русинов и украинцев Республики Хорватия
- Альманах «Мысли с Дуная» — летопись Союза русинов и украинцев Республики Хорватия.

## Обеспечение культурных, языковых и других прав
Финансирование культурно-образовательной деятельности организаций украинско-русинского национального меньшинства в Хорватии осуществляет хорватское государство. Украинцы и русины распознают как автохтонные национальные меньшинства, которые имеют право быть представленными в парламенте отдельным депутатом, который выдвигается совместно от группы различных нацменьшинств. Представители от украинско-русинской диаспоры также избираются в городских, районных и областных органов самоуправления страны.
Важными направлениями деятельности украинско-русинской общины в Хорватии является культурно-образовательная и гуманитарная сферы. Законодательством Хорватии предусмотрено и реализуется право меньшинства на изучение украинского языка в общеобразовательных школах. В Хорватии происходит изучение украиноведческих предметов в четырёх хорватских школах в Липовляни, Петровцах, Каниж и Шумече, их посещает более 50 учеников. Ежегодно организуют летние школы для детей по изучению украинского и русинского языков, которые проходят на Украине и Хорватии. На Украине такие школы для хорватских детей были организованы в Закарпатской области (города Хуст и Мукачево) и Тернопольской области (город Бучач). Летние школы ежегодно посещает около 100 детей из семей диаспоры.
Деятельность меньшинств в Хорватии освещают специализированные программы радио и телевидения «Призма» и «Мозаика национальных меньшинств», которые выходят в эфир дважды в неделю.
При участии диаспоры регулярно проходят различные культурные, гуманитарные и протокольные мероприятия на украинскую тематику, среди которых:
- Мероприятия по празднованию важных дат украинской истории: День Независимости Украины, День памяти жертв Голода на Украине 1932—1933, чествование жертв трагедии на ЧАЭС, День Достоинства и Свободы, годовщины взаимного признания Украины и Хорватии, годовщины установления дипломатических отношений между двумя государствами и др.
- Концертные мероприятия: ежегодный Центральный фестиваль культурного искусства украинцев Хорватии, ежегодный Фестиваль детского творчества в Славонском Броде; Фестиваль культурного искусства русинов и украинцев «Петровский звон», фестиваль «Липовлянские встречи», Шевченковские концерты; концерты классической и украинской музыки в рамках дней украинской культуры и другие.
- Памятник Тарасу Шевченко в ЗагребеВыставочные мероприятия: выставки художников Тараса Белея (2010 г.), Елены Соколовской-Джерри (2010, 2011, 2016 годы), Жанны Эрдели (2009, 2010, 2011, 2012 годы), Владимира Провчи (2009, 2010, 2011, 2012 годы), Анкицы Верхас (2009—2011 годы) Анжелики Рудницкой (2011 год), Дарьи Лысенко (2015—2016 годы) выставки «Украина». В декабре 2010 — январе 2012 года в ряде хорватских городов состоялось шесть торжественных презентаций выставки «Украинская вышивка и народное искусство. Украина-Традиция-Трансформация». Проект был реализован в рамках бюджетной программы «Мероприятия по поддержке связей с украинцами, проживающими за пределами Украины». Все мероприятия прошли в сотрудничестве с украинской общиной, при участии художественных коллективов общины. За время проведения выставки ее посетителями стало более 10 000 хорватских граждан. В 2015—2016 годах широкую огласку получили выставка украинского народного творчества «Петриковская роспись». Регулярно происходят такие мероприятия, как «украинские вечера», «дни Украинской улицы», презентации книг, изданных украинцами в Хорватии и так далее.

В марте 2011 года была открыта почётная аудитория Тараса Шевченко на философском факультете Загребского университета. В мае 2015 г установлен памятник Тарасу Шевченко в Загребе. Особую гордость для местной общины составляет первый в странах региона Юго-Восточной Европы памятник Ивану Франко в городке Липик, который был открыт 10 марта 2011 года. Церемонию открытия памятника осуществили Председатель Хорватского Сабора Л. Бебич и Председатель Верховной Рады Украины В. Литвин во время своего официального визита в Хорватию.
Со стороны Украинского государства неоднократно происходило награждение представителей диаспоры наградами Украины по их весомый вклад в становление и развитие украинско-хорватских отношений. Активную украиноведческую работу проводит Кафедра украинского языка и литературы Загребского университета. На базе кафедры происходит ряд мероприятий по презентации украинской культуры, литературы и науки в Хорватии, организуются литературные вечера, конференции, демонстрации кинофильмов на украинскую тематику и так далее.
Посольство Украины в Хорватии на постоянной основе оказывает содействие в обеспечении прав украинской диаспоры в Хорватии, потребностей общества по развитию школ на украинском языке, обеспечении художественной и учебной литературой, проведении культурно-образовательных мероприятий в стране.